# بخش کلینتسوفسکی
بخش کلینتسوفسکی (به لاتین: Klintsovsky District) یک منطقهٔ مسکونی در روسیه است که در استان بریانسک واقع شده‌است.